# 225 (liczba)
225 (dwieście dwadzieścia pięć) – liczba naturalna następująca po 224 i poprzedzająca 226.

## W matematyce
- 225 to liczba złożona
- 225 to liczba nieparzysta wysoce złożona – wszystkie mniejsze od niej liczby nieparzyste mają też mniejszą liczbę dzielników
- 225 to suma sześcianów trzech liczb całkowitych dodatnich 
{\displaystyle 225=1^{3}+2^{3}+6^{3}}
- 225 to suma sześcianów pięciu początkowych liczb całkowitych dodatnich[1] 
{\displaystyle 225=1^{3}+2^{3}+3^{3}+4^{3}+5^{3}} 
– na mocy twierdzenia Nikomachosa równa kwadratowi sumy pięciu początkowych liczb całkowitych dodatnich
{\displaystyle 225=(1+2+3+4+5)^{2}}
- 225 to liczba ośmiokątna[2]
- 225 to liczba Nivena[3]
- 225 to wyśrodkowana liczba ośmiokątna [4]
- 225 to liczba tau – jest podzielna przez liczbę swych dzielników[5]
- 225 to najmniejsza liczba wielokątna na dokładnie pięć różnych sposobów[6]

## W astronomii
- planetoida (225) Henrietta
- gromada otwarta NGC 225
- kometa 225P/LINEAR

## W innych dziedzinach
- liczba pól na planszy do gry w scrabble
- konserwant E225 – siarczyn potasu
- An-225 Mrija